# ولپاتاسویر
ولپاتاسویر (انگلیسی: Velpatasvir) یک داروی ضد ویروسی مهارکننده NS5A ساخته شده توسط شرکت گیلیاد است که همراه با سوفوسباویر در درمان عفونت هپاتیت ث در هر شش ژنوتیپ اصلی به کار می‌رود.